# Umuarama
Umuarama város Brazíliában, Paraná államban. Lakosainak száma 117 095 fő (2022). Umuarama Cruzeiro do Oeste, Maria Helena, Xambrê, Perobal, Alto Paraíso, Cafezal do Sul, Douradina, Icaraíma, Ivaté és Mariluz községekkel határos.

## Népesség
A település népességének változása:
| Lakosok száma | 90 690 | 100 676 | 112 500 | 113 416 | 117 095 |
|               | 2000   | 2010    | 2020    | 2021    | 2022    |